# Asteia nigrigena
Asteia nigrigena är en tvåvingeart som beskrevs av Masahiro Sueyoshi 2003. Asteia nigrigena ingår i släktet Asteia och familjen smalvingeflugor. Inga underarter finns listade i Catalogue of Life.